# Chiesa di Santa Maria Annunziata (Nanto)
La chiesa di Santa Maria Annunziata è la parrocchiale di Nanto, in provincia e diocesi di Vicenza; fa parte del vicariato di Noventa Vicentina-Riviera Berica.

## Storia
All'inizio la comunità di Nanto dipendeva dalla pieve di Santa Maria Assunta di Barbarano Vicentino, dalla quale si affrancò nel XII secolo venendo eretta in parrocchia autonoma.
Nel 1297 la chiesa nantese risultava di proprietà dei canonici della cattedrale di Vicenza.
La prima pietra della nuova parrocchiale fu posta nel 1895; l'edificio, disegnato da Gerardo Marchioro e sorto dove precedentemente sorgeva l'oratorio di San Paolo, venne portato a termine nel 1900, mentre 1916 si provvide a costruire su progetto del medesimo architetto il campanile.
Alla fine del Novecento, per adeguare la chiesa alle norme postconciliari, si provvide a realizzare il nuovo altare rivolto verso l'assemblea e l'ambone.

## Descrizione

### Esterno
La facciata a salienti della chiesa, abbellita da paraste e suddivisa da una cornice marcapiano con archetti pensili in due registri, presenta in quello inferiore il portale d'ingresso lunettato e in quello superiore il rosone; il prospetto è inoltre caratterizzato da pinnacoletti.
Ad alcuni metri dalla parrocchiale sorge il campanile a pianta quadrata, che s'erge su un alto basamento a scarpa e abbellito dai simboli dei quattro Evangelisti; la cella presenta su ogni lato una bifora ed è coperta dalla guglia poggiante sul tamburo a base ottagonale.

### Interno
L'interno dell'edificio si compone di un'unica navata, sulla quale si affacciano le cappelle laterali e le cui pareti sono scandite da lesene la cornice modanata; al termine dell'aula si sviluppa il presbiterio, introdotto da una grande serliana, rialzato di cinque gradini e chiuso dall'abside.